# William Toomey
William Toomey (Estados Unidos, 10 de enero de 1939) es un atleta estadounidense retirado, especializado en la prueba de decatlón en la que llegó a ser campeón olímpico en 1968.

## Carrera deportiva
En los JJ. OO. de México 1968 ganó la medalla de oro en la competición de decatlón, con una puntuación de 8193 que fue récord olímpico, quedando por delante de los alemanes Hans-Joachim Walde y Kurt Bendlin.